# Els Masos de Baiarri
Els Masos de Baiarri, sovint anomenada simplement Baiarri, fou una caseria o nucli de masies del municipi de Conca de Dalt, al (Pallars Jussà). Actualment és una partida rural. Fins al 1969 del terme de Claverol, però dins d'un enclavament al nord, separat de la resta del terme, a la riba esquerra de la Noguera Pallaresa, entre els termes municipals de Baix Pallars (antic terme de Baén, del Pallars Sobirà i Hortoneda de la Conca). La creació del terme municipal de Conca de Dalt, unint Claverol i Hortoneda de la Conca, feu que els Masos de Baiarri deixessin de ser un enclavament.

## Etimologia
"Baiarri" és un dels topònims pallaresos de clara arrel basca. Aquesta arrel significa "mancança", "pobresa", i podria estar completada amb una altra arrel basca: erri, o herri, amb el significat de "terra". Joan Coromines en fa una explicació molt més complexa, però a tall de resum, es poden donar aquestes línies d'explicació.

## Geografia

### Perímetre de l'enclavament

#### Antic límit amb Hortoneda de la Conca
El punt d'inici del termenal entre aquests dos antics municipis partia del triterme entre ells i la Pobla de Segur, situat en el lloc on el barranc de Llabro s'aboca en la Noguera Pallaresa. Des d'aquest lloc, el termenal seguia la llera del barranc de Llabro fins que li aflueix el barranc de la Font de l'Alou. En aquest punt el termenal gira poc tros a llevant, per, tot seguit, adreçar-se cap al sud-est pujant per una carena cap a les Roques d'Eroles, fins a la Roca Cavalls, a 1.270,9 m d'altitud, on ressegueix una cinglera que forma com un petit apèndix, de primer cap al sud-est, després trencant quasi sobtadament cap al nord, per damunt de l'Esplugueta de Roca de Cavalls, i girar al cap d'una mica cap al nord-est. Així, arriba al Roc Roig (pronunciat aquí Roc Roi), de 1.337,4. Des d'aquest lloc el termenal va baixant cap al sud-est, però fent un calaix cap al nord-est, sempre seguint la cinglera, passa pel Coll de Neda, de 1.292,8 m d'altitud, i segueix encara la Serra de Coll de Neda fins a arribar al seu extrem sud-oriental, el Coll de la Creu, de 1.297,3 m d'altitud, lloc on aquesta serra connecta amb el Montpedrós i, de fet, els contraforts nord-occidentals de la Serra del Boumort.
En aquest lloc el termenal trencava cap al nord-est i, pel Mal Graó, baixava de dret a la vall de la llau de Perauba just al sud-oest de la Borda del Músic. Un cop atenyia aquesta llau, la línia de terme seguia el fons de la vall cap al nord, passant pel Planell d'Ísop, per sota i a llevant de les Costes de Baiarri i a ponent dels Rocs de Brunet. Sempre cap al nord passava per sota i a ponent dels Rocs de la Torre, on la llau i el termenal giren lleument cap al nord-oest, fins al barranc de la Torre de Senyús, al lloc anomenat Forcat de les Llaus, on es troba el triterme entre els antic termes d'Hortoneda de la Conca, Claverol (ara tots dos dins de la Conca de Dalt) i Baén, actualment pertanyent a Baix Pallars, del Pallars Sobirà.

##### Límit amb l'antic terme de Baén (ara, Baix Pallars)
Aquí començava, doncs, el límit amb Baén, sempre fent referència a l'enclavament dels Masos de Baiarri, que seguia pel barranc de l'Infern, que és el nom que rep el barranc anterior quan rep la llau de Perauba. Cal destacar que aquests dos barrancs constitueixen el límit sud-est del Pallars Sobirà i, alhora, el nord-est del Pallars Jussà. Sempre barranc avall, cap a l'oest-nord-oest, fins a arribar a la Noguera Pallaresa just al límit sud del Congost de Collegats, on es troba un nou triterme, ara entre Baix Pallars (antic terme de Baén), Conca de Dalt (antic terme de Claverol i la Pobla de Segur.

##### Límit amb la Pobla de Segur
Des d'aquest lloc, el límit nord-oest dels Masos de Baiarri, termenal sempre amb la Pobla de Segur, és la Noguera Pallaresa, resseguint el traçat corb que té en aquest lloc el riu, fins a trobar, al cap de poc, l'afluència, per l'esquerra de la Noguera Pallaresa, del barranc de Llabro, on ha començat la descripció de l'antic límit dels Masos de Baiarri.

## Història
El 1718 tenia 6 cases juntes, amb 19 habitants, a mitjan segle xix Pascual Madoz el dona com a deshabitat, amb 4 masos encara en funcionament, utilitzats només per a les feines del camp. Depenia de Sossís, i havia pertangut, com aquest poble, al monestir de Gerri. Actualment, d'aquestes antigues construccions queden, algunes d'ells en ruïnes, les restes de la casa que hom coneix encara com a Masos de Baiarri, i les de quatre bordes situades a orient seu: de sud a nord, la Borda de Pes, la de Bartolomeu, la del Pubill i la de Patis.
Abans de la meitat del segle xix, els Masos de Baiarri (Masos de Bayarre, en la documentació oficial de l'època) havien constituït terme propi. Tanmateix, el progressiu despoblament del terme feu que aviat passés a dependre de Claverol, a través de la seva vella dependència de Sossís (per continuïtat territorial, hauria estat més avinent la seva annexió a Hortoneda de la Conca, però prevalgueren els factors històrics, i d'aquesta manera els Masos de Baiarri constituïren un enclavament de Claverol, separat de la major part del terme municipal d'aquest poble. Entre 1812 i febrer del 1847 nombrosos documents de la Diputació de Lleida esmenten els Masos de Baiarri com si tinguessin ajuntament propi, tot i que d'altres el relacionen de seguida amb Claverol. Tot fa pensar, doncs, que des del mateix 1812 els Masos de Baiarri, ja despoblats, eren agrupats amb Claverol, però la memòria històrica de l'antic terme dels Masos de Baiarri feia aparèixer sovint aquest lloc en els documents oficials.
Pascual Madoz en parla, en el seu Diccionario geográfico... del 1845. Diu que Bayarri és un despoblat de dues hores quadrades d'extensió, on antigament hi havia hagut un convent sota l'advocació de sant Pere Apòstol, la imatge del qual es traslladà a Sossís. Havia estat possessió de Santa Maria de Gerri. Formaven la caseria 4 masos habitats només en les èpoques de treball del camp, atès que els seus propietaris vivien a Sossís. El terreny era de mala qualitat, apte només per a animals perjudicials, que hi habiten amb profusió. Antigament hi havia molts pins, però a l'època de Madoz només en quedaven alguns, així com alzines. S'hi produïa blat, patates i mongetes. No hi havia habitants fixos permanents.
Ceferí Rocafort comenta que en el terme de Claverol hi ha 197 edificis, amb 469 habitants de fet i 467 de dret, dels quals el poble de Claverol en té 40 i 79, respectivament, el Pont de Claverol, 65 i 183, Sant Martí de Canals, 38 i 122, i Sossís, 26 i 72. A més, hi ha 28 cases més escampades per la resta del terme, entre les quals esmenta el mas Miret, els Masos de Baiarri i el Molí de Palau, amb la capella de Sant Martí.

## La partida rural de Baiarri
És una de les partides rurals més extenses de tota la comarca. Consta de 884,9550 hectàrees de boscos de pins, bosquina i zones improductives.